# Senegals herrlandslag i fotboll
Senegals herrlandslag i fotboll kallas Lions of Teranga. Laget spelade sin första match den 31 december 1961 i Elfenbenskusten, och förlorade med 3-4 mot Dahomey (senare Benin).
Senegal kvalade in till Fotbolls-VM 2002 och hamnade i grupp A. De hade tidigare under året gått till final i Afrikanska Mästerskapen, där de förlorade finalen mot Kamerun efter straffar. I landets första VM-match någonsin mötte man sin gamla kolonihärskare Frankrike. I fransmännens startelva fanns Senegal-födde Patrick Vieira. Senegal skrällde och vann med 1-0 , segermålet av Papa Bouba Diop sittande. I nästa match fick man 1-1 mot Danmark och i den sista kunde man säkra första platsen i gruppen genom att segra mot Uruguay. Men Senegal tappade en 3-0 ledning till 3-3 och slutade grupptvåa efter Danmark. Detta resulterade i att man då fick möta Sverige i åttondelsfinalen i Oita. Sverige tog snabbt ledningen men Senegal visade att man var hungrigast och Henri Camara sköt 1-1. Matchen gick till förlängning och Golden goal. Samme Camara satte 2-1 och lilla Senegal var i kvartsfinal. Där mötte man Turkiet och förlorade efter förlängning med 0-1. Men Senegal var ändå hjältar för sitt land, mycket tack vare El-Hadji Diouf som briljerade i turneringen.

## Afrikanska Mästerskapen
1965 var Senegal debutant. Där spelade man en mållös match mot Tunisien och slog sedan Etiopien med 5-1. Tunisien gick till final efter 4-0 mot Etiopien. Eftersom Senegal och Etiopien hade samma målskillnad avgjorde slantsingling att Tunisien gick till final. Senegals bronsmatchen resulterade i en 0-1-förlust mot Elfenbenskusten.
1968 hamnade man i Grupp B. Man fick först 2-2 mot Ghana. Sedan slog man Kongo med 2-1, men förlorade sedan med 1-2 mot DR Kongo. 
1986 Det skulle dröja 18 år innan man var tillbaka. Man gjorde bra ifrån sig trots att man inte gick vidare från gruppen. Man slog sensationellt Egypten med 1-0 och vann mot Moçambique med 2-0, men förlorade med 0-1 mot Elfenbenskusten.
1990 lyckades man äntligen gå vidare från ett gruppspel. Senegal gick vidare med Zambia medan Kamerun och Kenya fick åka hem i förtid. I semifinalen förlorade Senegal med 1-2 mot Algeriet och sedan även bronsmatchen med 0-1 mot Zambia.
1992 hade Senegal hemmaplan. I första omgången slog man Kenya (3-0) och det räckte för avancemang trots förlust mot Nigeria (1-2). I kvartsfinalen åkte man ut mot Kamerun efter att de gjorde mål i slutminuterna.
1994 gick man vidare efter vinst mot Guinea (2-1). Mot Ghana föll man med uddamålet. I kvartsfinalen slogs man ut efter 0-1 mot Zambia. 
2000 slog man Burkina Faso med 3-1, förlorade med 0-1 mot Egypten samt spelade oavgjort, 2-2, mot Zambia. I kvartsfinalen slogs man ut av Nigeria (1-2).
2002 var man tillbaks. Man slog Zambia och Egypten sensationellt med vardera 1-0. Man spelade även 0-0 mot Tunisien. I kvartsfinalen slog man ut DR Kongo med 2-0. I semifinalen slog man ut Nigeria i förlängningen (2-1). I finalen förlorade man sedan med 2-3 på straffar mot Kamerun. Trots den avslutande förlusten så är det Senegals bästa insats hittills i mästerskapen.
2004 spelade Senegal 1-1 och 0-0 mot Mali respektive Burkina Faso innan man enkelt besegrade Kenya med 3-0. I kvartsfinalen förlorade man med 0-1 mot Tunisien (som senare vann turneringen).
2006 spelade man 2-0 mot Zimbabwe, 0-1 mot Ghana och 1-2 mot Nigeria. Zimbabwe, Senegal och Ghana slutade på tre poäng, vilket räckte för att nå slutspel för Senegal. I kvartsfinalen slog man ut Guinea med 3-2 efter mål på övertid. I semifinalen förlorade Senegal med 1-2 mot Egypten och man förlorade även bronsmatchen med 0-1 mot Nigeria.
2008 lyckades man inte vinna en enda match. Senegal tog två poäng, men det räckte inte till mer än en tredjeplats i gruppen. 2-2 mot Tunisien, 1-1 mot Sydafrika och 1-3 mot Angola.

## Nuvarande trupp
Följande spelare var uttagna till VM 2022.
Antalet landskamper och mål är korrekta per den 21 november 2022 efter matchen mot Nederländerna.
| Nr | Pos. | Namn              | Födelsedatum (ålder) | Matcher | Mål |           | Klubb               |
| -- | ---- | ----------------- | -------------------- | ------- | --- | --------- | ------------------- |
| 1  | MV   | Seny Dieng        | 23 november 1994     | 4       | 0   | England   | Queens Park Rangers |
| 16 | MV   | Édouard Mendy     | 1 mars 1992          | 26      | 0   | England   | Chelsea             |
| 23 | MV   | Alfred Gomis      | 5 september 1993     | 13      | 0   | Frankrike | Rennes              |
|    |      |                   |                      |         |     |           |                     |
| 2  | F    | Formose Mendy     | 2 januari 2001       | 2       | 0   | Frankrike | Amiens              |
| 3  | F    | Kalidou Koulibaly | 20 juni 1991         | 65      | 0   | England   | Chelsea             |
| 4  | F    | Pape Abou Cissé   | 14 september 1995    | 14      | 1   | Grekland  | Olympiakos          |
| 10 | F    | Moussa N'Diaye    | 18 juni 2000         | 0       | 0   | Belgien   | Anderlecht          |
| 12 | F    | Fodé Ballo-Touré  | 3 januari 1997       | 14      | 0   | Italien   | Milan               |
| 14 | F    | Ismail Jakobs     | 17 augusti 1999      | 3       | 0   | Frankrike | Monaco              |
| 21 | F    | Youssouf Sabaly   | 5 mars 1993          | 25      | 0   | Spanien   | Real Betis          |
| 22 | F    | Abdou Diallo      | 4 maj 1996           | 19      | 2   | Tyskland  | RB Leipzig          |
|    |      |                   |                      |         |     |           |                     |
| 5  | MF   | Idrissa Gueye     | 26 september 1989    | 97      | 7   | England   | Everton             |
| 6  | MF   | Nampalys Mendy    | 23 juni 1992         | 19      | 0   | England   | Leicester City      |
| 8  | MF   | Cheikhou Kouyaté  | 21 december 1989     | 84      | 4   | England   | Nottingham Forest   |
| 11 | MF   | Pathé Ciss        | 16 mars 1994         | 1       | 0   | Spanien   | Rayo Vallecano      |
| 15 | MF   | Krépin Diatta     | 25 februari 1999     | 27      | 2   | Monaco    | Monaco              |
| 17 | MF   | Pape Matar Sarr   | 14 september 2002    | 10      | 0   | England   | Tottenham Hotspur   |
| 24 | MF   | Moustapha Name    | 5 maj 1995           | 6       | 0   | Cypern    | Pafos               |
| 25 | MF   | Mamadou Loum      | 30 december 1996     | 3       | 0   | England   | Reading             |
| 26 | MF   | Pape Gueye        | 24 januari 1999      | 13      | 0   | Frankrike | Marseille           |
|    |      |                   |                      |         |     |           |                     |
| 7  | A    | Nicolas Jackson   | 20 juni 2001         | 1       | 0   | England   | Chelsea             |
| 9  | A    | Boulaye Dia       | 16 november 1996     | 20      | 3   | Italien   | Salernitana         |
| 13 | A    | Iliman Ndiaye     | 6 mars 2000          | 2       | 0   | England   | Sheffield United    |
| 18 | A    | Ismaïla Sarr      | 25 februari 1998     | 49      | 10  | England   | Watford             |
| 19 | A    | Famara Diédhiou   | 15 december 1992     | 25      | 10  | Turkiet   | Alanyaspor          |
| 20 | A    | Bamba Dieng       | 23 mars 2000         | 15      | 1   | Frankrike | Marseille           |

## Meriter
- VM-slutspel: 2002, 2018
  - VM-kvartsfinal: 2002